# Carl Friedrich Theodor Rapp

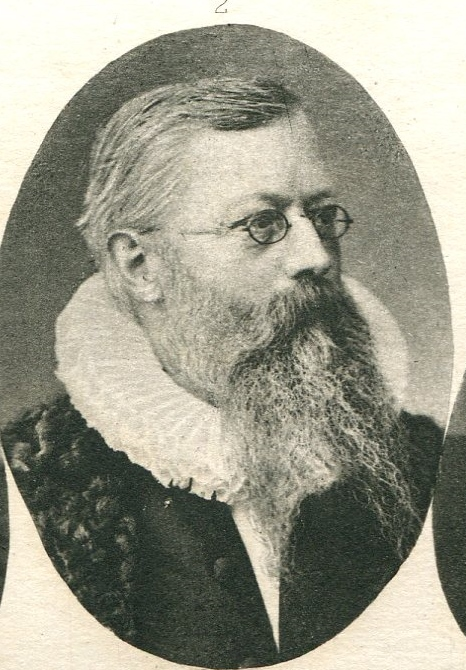
Rapp ca. 1880

Carl Friedrich Theodor Rapp (* 22. September 1834 in Hamburg; † 13. August 1888 ebenda) war ein deutscher Kaufmann und Hamburger Senator.

## Leben
Rapp war nach Tätigkeit in Mexico, wo er in der Firma Rapp, Sommer & Co. tätig war, Kaufmann in der Firma Gutheil, Rapp & Co. in Hamburg. Er war von 1874 bis 1879 Mitglied der Hamburgischen Bürgerschaft und wurde dann am 4. April 1879 in den Senat gewählt, dem er bis zu seinem Tod angehörte. Im Senat war er seinerzeit für die Totenladendeputation und die Krankenladendeputation zuständig.
Seine Tochter Elsbeth Susanna (1874–1950) heiratete 1895 Wilhelm Kiesselbach. Sein Sohn Johann Gottfried Rapp (* 1872) wurde Landgerichtsdirektor.
Sein Nachlass befindet sich in der Staats- und Universitätsbibliothek Hamburg. Nach ihm wurde die Rappstraße im Grindelviertel in Hamburg benannt.

## Werke
- Das hamburgische Staatsschuldenwesen seit 1859: den Mitgliedern des Renten-Ausschusses gewidmet März 1879 / statistisch bearb. von Th. Rapp. [Hamburg] 1879.